# بطولة أفريقيا للسباحة 2010
بطولة أفريقيا للسباحة 2010 هي النسخة العاشرة من بطولة إفريقيا للسباحة، ودارت فعالياتها في مدينة الدار البيضاء المغربية من 13 إلى 19 سبتمبر 2010.